# LLM01戰術燈及雷射模組
LLM01（英語：：意為：雷射及戰術燈模組1型）是一種自適應的目標瞄準輔助模組。由德国施託卡赫的厄利空康特公司所製造。它的設計可以安裝於HK G36式突击步枪的提把式瞄準具的光學瞄準鏡左邊的金屬製整體快速裝拆夾緊適配器。它也可以連接到其他枪械，例如HK MP7A1式冲锋枪（個人防衛武器）、L85A2式突击步枪和HK AG36式附加型榴弹发射器。

## 設計
LLM01提供以下“照明和／或瞄準”選擇：
1. A模式：白光手電筒，明亮，6伏特，光度可以媲美一支著名的SureFire手電筒（使用2顆三號電池（AA））；
2. B模式：無需保護眼睛的雷射瞄準，能見度取決於該環境的光線條件下，極適合快速地進行瞄準。在黃昏的時候，红色的雷射點可見的距離是剛剛超過150公尺（164.04码）；
3. C模式：红外线（英文：Infrared，簡稱：IR）的激光，只有當露西（英文：LUCIE，德國未來士兵系統（IdZ-）[4][5]建立項目的一部份）或其他红外线夜視裝備使用時才可看見。除非敵人亦有红外线夜視裝備，否則LLM01的红外线雷射不會在戰場上暴露；
4. D模式：红外线瞄準目標用照明燈，其最大照射距離可達10公尺（10.94码）；
5. E模式：白光手電筒、雷射紅色點和红外线雷射和红外线瞄準目標照明燈的組合，同時由適當的閃光燈和瞄準目標點來確定。

LLM01運作頂部模塊的使用標記選擇開關的旋轉型開關設備或關閉，並選擇不同的閃光燈選擇。該零件還可以通過一條電纜連接到外加的压力開關和插入LLM01的後方兩件設備，然後可把压力開關裝在HK G36式突击步枪和其他槍械的幾乎任何一部份，只要電線受壓力開關的長度開關。當然，這種壓力開關的運作方式和凹槽按鈕相同。
雷射發射器可以獨立調整其方位角和仰角以便適應其槍械而且LLM01仍然保持固定。LLM01的防水深度為20公尺（21.87码）
德國聯邦國防陆军（德語：Heer）已開始對於基本型HK G36式突擊步槍及其衍生型進行著升級，並且在升級後分配其各個部隊並且命名為G36A2。G36A2的升級套件之中除了其他的功能，並包括一個新型機匣裝有三條皮卡汀尼導軌和一個同時裝有內置式LLM01雷射及戰術燈模組的開關操作的手槍握把。但是2015年4月22日，德國聯邦國防部宣布不再採購和使用G36。

## 使用國
- 奥地利
- 丹麦
- 德国
  - 德國聯邦國防軍
  - 德國聯邦警察第九國境守備隊
- 立陶宛
- 马来西亚
  - 馬來西亞海軍特種部隊
- 荷蘭
- 斯洛伐克
- 英国
  - 英國軍隊（英國陸軍、英國皇家海軍、英國皇家海軍陸戰隊和英國皇家空軍）

## 資料來源
1. ↑  .   [2009-09-06]. （原始内容存档于2008-10-04）.
2. ↑  .   [2009-09-06]. （原始内容存档于2010-01-25）.
3. ↑   (PDF).   [2009-09-06]. （原始内容存档 (PDF)于2011-09-03）.
4. ↑  .   [2009-09-06]. （原始内容存档于2009-03-26）.
5. ↑  .   [2009-09-06]. （原始内容存档于2008-09-10）.

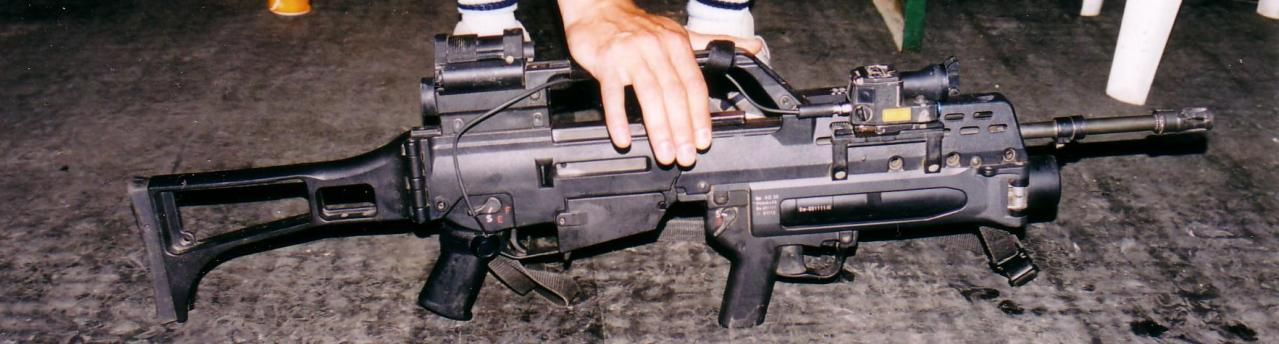
LLM01安裝於HK G36K卡宾枪的HK AG36。

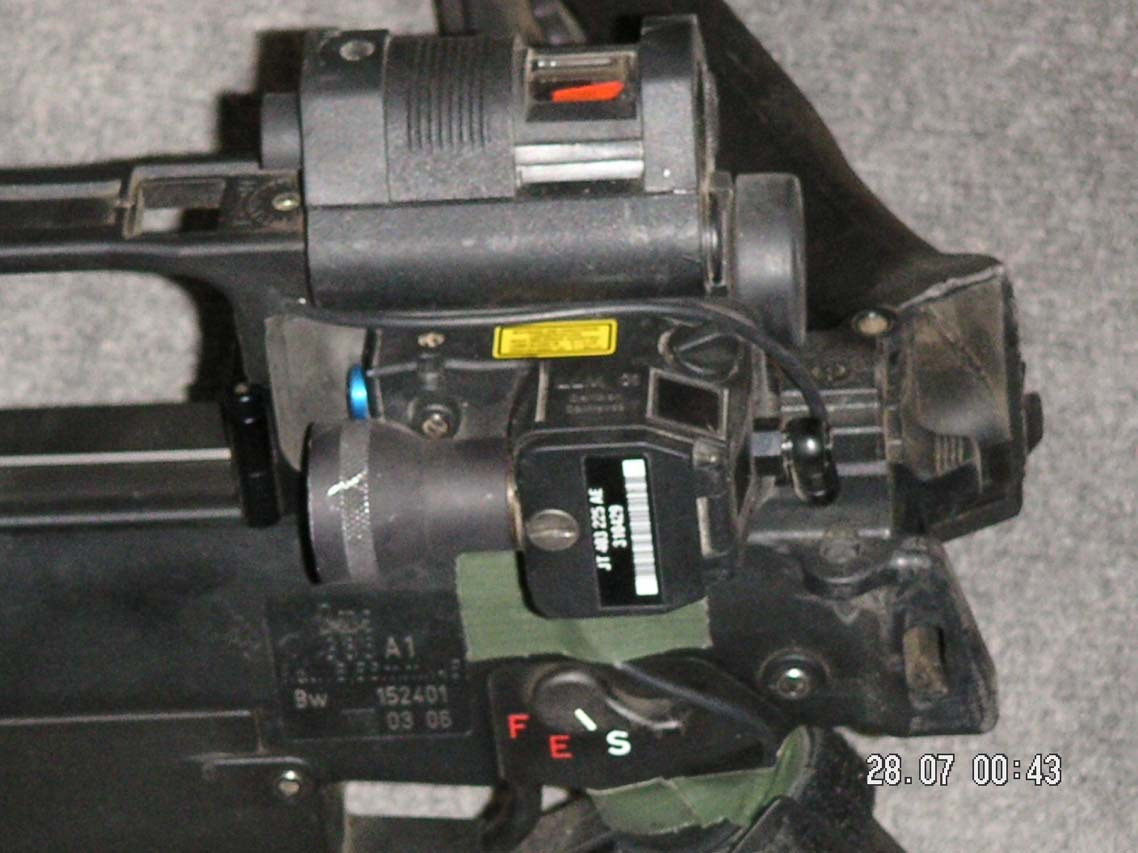
安裝於G36A1其中一邊的LLM01。（側面）

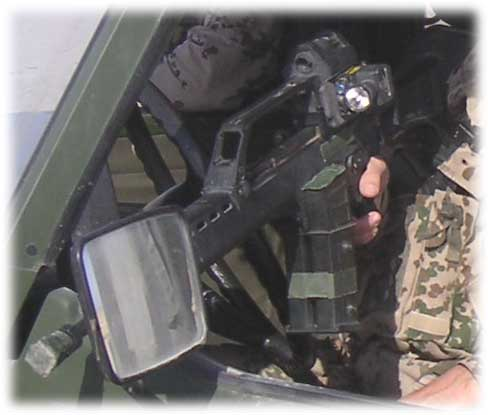
安裝於G36A1其中一邊的LLM01。（正面）

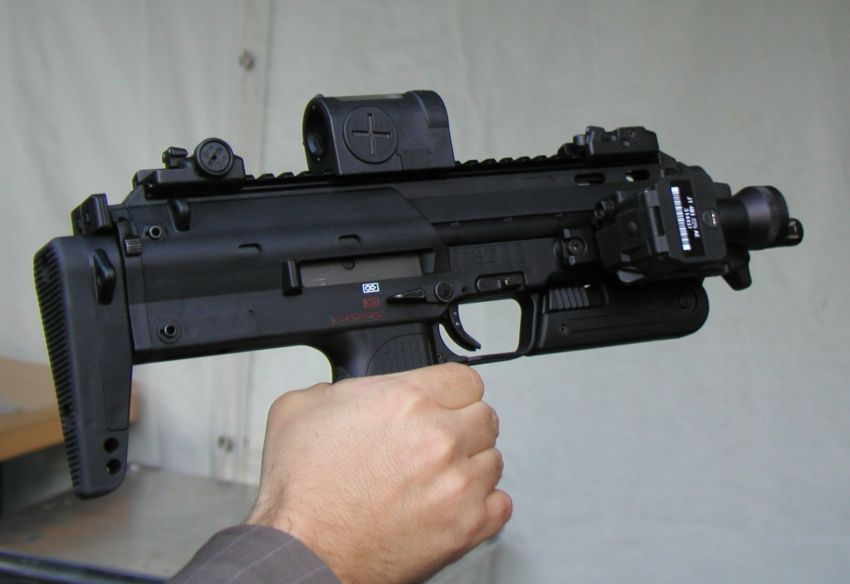
2005年版的MP7A1，裝有LLM01和蔡司RSA式反射式瞄準鏡。

6. ↑  Laser Light Module LLM01 - Description and Operation[永久]

## 外部連結
- （英文）—HKSystems—Laser Light Module LLM01 from Oerlikon Contraves GmbH
- （英文）—Laser-Light-Module LLM01 Description and Operation
- （英文）—Rheinmetall Defence—Laser Light Module LLM-01[永久]
- （英文）—Rheinmetall Defence—04/12/2004: Laser Light Module LLM01 from Oerlikon Contraves GmbH
- （英文）—Enam Bukhari (LLM '01) has Overcome the Toughest of Odds[永久]
- （英文）—Laser AGSHP—Light Module 01 (LLM01) manufactured by OERLIKON Contraves（页面存档备份，存于）
- （英文）—Laser Light Module LLM01 Description and Operation[永久]
- （简体中文）—D Boy Gun World（槍炮世界）— G36的配件及附件 （页面存档备份，存于）